# Fiat M14/41
A Fiat-Ansaldo M14/41 egy olasz gyártmányú közepes harckocsi volt, melyet a második világháború alatt használt az Olasz Királyi Hadsereg. A hivatalos megjelölése a Carro Armato M 14/41 volt. Az M14/41 jelölés a következőképpen értendő: „M” a Medio (magyarul: közepes), ezt követi a súly tonnában (14), majd a szolgálatba állítás éve (1941). A harckocsit először az észak-afrikai hadjárat során vetették be, ahol gyengeségei hamar megmutatkoztak.

## Fejlesztés
Az M14/41 harckocsi a korábbi Fiat M13/40 harckocsi komolyabban továbbfejlesztett változata erősebb dízelmotorral. Mivel már megjelenésekor elavultnak minősült, csak kisebb számban gyártották. AZ M14/41-nél ugyanazt az alvázat használták, mint az M13/40-nél, de a páncéltestet áttervezték, feljavították. A típust 1941-1942 között gyártották. A gyártás befejezte előtt közel 800 darabot gyártottak belőle.

## Harctéri alkalmazás
A harckocsit először az észak-afrikai hadjárat során vetették be, ahol gyengeségei hamar megmutatkoztak. A jármű megbízhatatlan volt, találat esetén könnyen kigyulladt. Miután az olasz erőket kivonták Észak-Afrikából, a típussal ritkán lehetett találkozni, mivel jó néhányat zsákmányoltak és helyeztek hadrendbe a brit és ausztrál alakulatok, ahol azonban nem maradtak sokáig szolgálatban.

## Változatok
Az M13/40 és az M14/41 között volt néhány szembetűnő különbség. A M13/40-esnek mindkét oldalt teljes hosszúságban megvolt a sárhányója, ezenkívül hátul volt 2 db pót-futógörgő; a hidraulikus emelő elöl volt a bal oldali sárhányón a homlokzat mellett. Az M14/41 esetében a sárhányót a küzdőtér és a motortér mellől teljesen elhagyták, illetve a hidraulikus emelő a homlokzat mellől átkerült hátulra az egyik pót-futógörgő helyére. (A fentieken kívül a Semovente páncélvadász változatoknál a hidraulikus emelőkön és a sárhányókon kívül még az üzemanyag/ivóvíz kannák elhelyezése is különbözött: az M13/40 Semoventénél a torony bal oldalán 3 db kanna rögzítésére kiképzett felfogatópánt volt, míg az M14/41-es Semoventénél ezt is elhagyták.) Az M14/41 harckocsi alváza szolgált alapul a sokkal sikeresebb Semovente 90/53 nehéz páncélvadásznak.

## Galéria

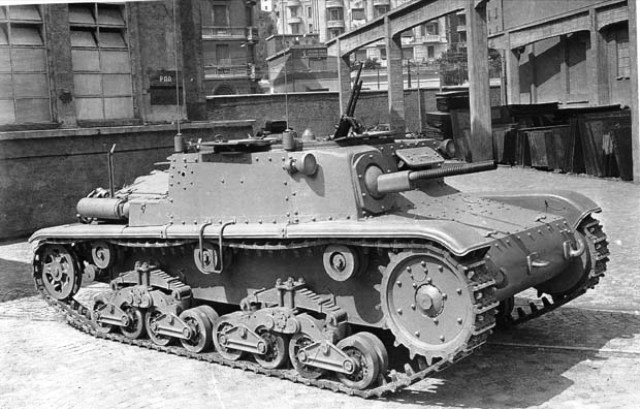
M 13/40 Carro Commando parancsnoki harcjárű 13mm-es nehézgéppuskával. (2x8mm-es változata is volt.)
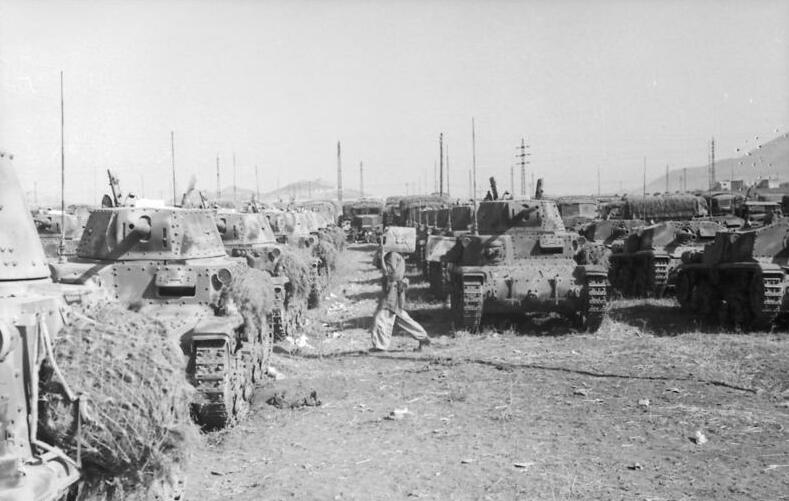
Olasz (Carro Armato M 14/41) tankok és Semovente 75/18 önjáró lövegek gyűjtőhelye.

## Fordítás
- Ez a szócikk részben vagy egészben  a   Fiat M14/41 című angol Wikipédia-szócikk ezen változatának fordításán alapul.  Az eredeti cikk szerkesztőit annak laptörténete sorolja fel. Ez a jelzés csupán a megfogalmazás eredetét és a szerzői jogokat jelzi, nem szolgál a cikkben szereplő információk forrásmegjelöléseként.